# Grießbach (Großache)
Der Grießbach (auch Griesbach) ist ein rechter Nebenbach der Großache/Kössener Ache/Tiroler Achen im Bezirk Kitzbühel, Tirol, in den Waidringer Alpen bzw. einer Nebengruppe der Loferer und Leoganger Steinberge.

## Lauf und Landschaft
Der etwa 5 Kilometer lange Bach entspringt im Kirchbergstock, im Ranggengraben, zwischen dem Kirchberg (1678 m ü. A.) und der Hochbreitaualm (auch Breitaualm, um 1440 m ü. A.). 
Der Mittellauf ist ein kleines bewaldetes Tal, das den Kirchbergstock in Nordostrichtung gliedert. Rundum liegen die zentralen Gipfel des Kirchbergstocks, Kirchberg, Kalkstein (1506 m ü. A., nach dem die Gruppe auch Kalksteingruppe heißt) und Hochgründberg (1495 m ü. A.), und plateauartige Almen. Der Wald ist Fichten-Tannenwald und Buchen-Tannenwald, und Schutzwald im Ertrag. Hier münden links der Grödinggraben von der Grödingalm (um 1160 m ü. A.) mit Gerstgraben (Unreingastgraben) von der Almregion Kalksteinalm (Bruggwirtsalm 1356 m ü. A.), und der Blaikenbach rechts vom Hochgründberg und der (Hoch-)Breitaualm. Das Tal verengt sich dann zur Klamm und bildet den Grießbachgraben, mit einem reizvollen Wasserfall.
Der Unterlauf des Grießbachs ist die besiedelte Region Innerwald in der Gemeinde Kirchdorf in Tirol, die natürliche Fortsetzung des Strubtals ab der Talwasserscheide in Waidring. Hier liegen die kleinen Orte Schwaben und Völkl (beim Golfplatz Hannesgut), an der Einmündung des Waldbachs von der Steinplatte und Waidring-Hausergasse (Verlängerung des Strubtals), und des Hienbachs von der Angeralm im Kalkstein (1102 m ü. A.). Der Bach mündet nördlich Erpfendorf, schon als weite Talung – als Randbereich des (Tiroler) Sankt Johanner Beckens – bei der Wolmutinger Brücke in die Großache . Der Mündungsbereich wurde 1996–2001 im Rahmen des Hochwasserschutzprojekt Kirchdorf umgebaut und renaturiert.
Das Einzugsgebiet des Grießbaches beträgt 41,6 km², die höchste Erhebung darin ist die Steinplatte mit 1869 m ü. A.
Der größte Zubringer ist der Waldbach, der bei seiner Einmündung ein mehr als doppelt so großes Einzugsgebiet wie der Grießbach entwässert.